# BRM P261
BRM P261 (tudi BRM P61 Mark II) je dirkalnik Formule 1 moštva British Racing Motors, s katerim so med sezonama 1964 in 1967 dirkali Graham Hill, Richie Ginther, Jackie Stewart in Richard Attwood. Nekatere različice dirkalnika pa so bile uporabljene tudi še v sezoni 1968. Na štiriintridesetih dirkah je P261 dosegel šest prvenstvenih zmag, ki sta jih dosegla Hill in Stewart, v sezonah 1964 in 1965 pa je dosegel drugo mesto tako v konstruktorskem kot tudi dirkaškem prvenstvu. Stewart, Hill in Attwood so z dirkalnikom sodelovali tudi v Formuli Tasman v sezoni 1966, na osmih dirkah je Stewart zmagal štirikrat, Hill dvakrat in Attwood enkrat. Stewart je tudi osvojil naslov prvaka. V naslednji sezoni 1967 sta Stewart in Attwood z moštvom Reg Parnell Racing ponovno nastopala v Formuli Tasman z P261, Stewart je dosegel dve zmagi in postal podprvak. Po številu zmag in prvenstvenih točk je P261 najuspešnejši dirkalnik v zgodovini konstruktorja British Racing Motors.

## Zasnova

### Šasija
Chapmanova školjka Lotusa 25 iz sezone 1961 je naredila konec sestavljenim šasijam, saj je večina moštev od takrat začela izdelovati t. i. školjko dirkalnika, ki je iz enega kosa. BRM P261 je bila prva taka zasnova konstruktorja British Racing Motors. Prvi prototip dirkalnika P61, ki je bil predstavljen v sezoni 1963, je imel še nepopolno školjko, v delu kjer je bil nameščen motor. Kot nakazuje ime dirkalnika P261, je dizajner Tony Rudd zasnoval dirkalnik kot evolucijo prototipa P61. Da je bilo to še poudarjeno, zaporedne številke šasij dirkalnika P261 nadaljujejo zaporedje številk šasij 261, prva šasija P261 je imela številko 2612.,
Ker je imel BRM že predhodne izkušnje z dirkalniki z delnimi školjkami, iz dirkalnika BRM P25, je lahko Rudd izkoristil prednosti nove tehnologije. Tako je bila oblika prostora za dirkača spremenjena glede na dirkalnik P25. Glede na prototip P61, je bila šasija P261 razširjena v delu za dirkačem, med njima pa je bil nameščen motor, tam pa so bile nameščene tudi gumijaste celice za gorivo. To pa je povzročilo zaplete na začetku, kajti nov BRM-ov V8 motor P56 še ni bil pripravljen na začetku sezone 1964, zato je bilo treba narediti luknje v šasijo, da je bil starejši in večji motor lahko sploh vgrajen. Do dirke za Veliko nagrado Italije pa je bil nov motor pripravljen in luknje v šasiji so zadelali.  

### Motor
V primerjavi s starejšim motorjem je položaj dovodnih cevi in izpušnih kolektorjev zamenjam, tako da so bili izpušni plini speljani ven iz motorja na zgornjem delu. Menjalnik je bil skoraj popolne krogelne oblike, diferencial pa je bil na zadku. Toda zaradi zadrževanja vročega zraka so morali narediti luknjo na vrhu pokrova motorja. Kljub temu pa je zadek dirkalnika BRM P261 postal ena njegovih najopaznejših karakteristik.
Za Formulo 1 je imel motor ob debiju delovno prostornino 1498 cm³, za dirke Formule Tasman v sezoni 1966 pa je bila povečana na 1916 cm³. V Formuli 1 v sezoni 1966 je bila dovoljena delovna prostornina motorjev zvišana z 1,5 na 3,0 L, zato je bil na začetku uporabljen 1.9 L motor iz Formule Tasman. Kasneje v sezoni pa je bila delovna prostornina povišana na 2.0 L. Za sezono 1967 Formule Tasman je bila delovna prostornina motorja zvišana na 2136 cm³, taka različica pa je bila uporabljena tudi na nekaterih dirkah Formule 1 v sezoni 1967. Da bi ostal dirkalnik P261 konkurenčen tudi v sezoni 1968, so mu vgradili nov 3,0 L V12 motor, toda kombinacija se ni izkazala za uspešno. 

### Vzmetenje
Nad vsemi štirimi kolesi je bilo neodvisno dvojno vzmetenje. Za razliko od prototipa P61 so bili blažilniki na zadnjem delu premaknjeni na zunanji del dirkalnika. Prvotno je bilo to, da so naredili prostor za 32-ventilski motor, toda kljub temu je vzmetenje zadržalo svojo geometrijo. Spredaj so bili blažilniki skriti v ogrodje školjke, da so omogočali čist pretok zraka ob sprednjem delu dirkalnika. Zavorni zavorni diski tipa Dunlop so bili nameščeni zunaj.
Zgrajenih je bilo šest dirkalnikov BRM P261, ki so vsi preživeli do danes.

## Dirkaška zgodovina

### 1964
BRM P261 je debitiral na neprvenstveni dirki Daily Mirror Trophy na dirkališču Snetterton 14. marca 1964. Nastopil je le Graham Hill in dirkalnik se je izkazal za obetavnega, saj je Hilla na kvalifikacijah premagal le Jim Clark z Lotusom 25. Toda na dirki je Hill odstopil v sedmem krogu zaradi trčenja. Dva tedna kasneje je Hill na dirki na dirkališču Goodwood postavil najhitrejši krog, zmago pa mu je preprečila okvara rotorja le dva kroga pred ciljem. Hill je nato dosegel dve drugi mesti na dirkah Aintree 200 in BRDC International Trophy pred začetkom Svetovnega prvenstva Formule 1 v sezoni 1964. 
Kljub nekaj dvomom zaradi kombinacije nove šasije BRM P261 in starega motorja, je bil začetek na prvi dirki sezone za Veliko nagrado Monaka popoln, saj sta Hill in Richie Ginther dosegla dvojno zmago, čeprav sta bila na kvalifikacijah le tretji in osmi. To je bila Hillova prva zmaga od petih na dirki za Veliko nagrado Monaka. Hill je nadaljeval z dobrimi vožnjami in na dirkah za Veliko nagrado Francije, Veliko nagrado Velike Britanije in Veliko nagrado Nemčije je dosegel tri zaporedna druga mesta. Toda po dirki za Veliko nagrado Italije, kjer so predstavili BRM P261 z novim motorjem, so se pokazale težave z vzdržljivostjo in Hill je na dirki z okvaro sklopke obtičal že na štartu. Na naslednji dirki za Veliko nagrado ZDA je nato zmagal, nato pa na zadnji dirki sezone za Veliko nagrado Mehike zopet ni osvojil točk. Moštvu so rezultati Hilla in Gintherja prinesli drugo mesto v konstruktorskem prvenstvu, Hill pa je bil drugi v dirkaškem prvenstvu.  

### 1965
BRM je zaposlil novega mladega in obetajočega dirkača, Jackieja Stewarta za sezono 1965 in Škot je že na svoji prvi dirki Race of Champions na Brands Hatchu zablestel z drugim mestom. Na dirki BRDC International Trophy pa je že zmagal. Tako so do začetka Svetovnega prvenstva Formule 1 1965 odpravili težave z zanesljivostjo dirkalnika BRM P261, tako sta dirkača v dvajsetih nastopih na desetih dirkah kar šestnajstkrat osvojila prvenstvene točke. Hill je dosegel drugi zaporedni zmagi na dirkah za Veliko nagrado Monaka in Veliko nagrado ZDA, Stewart pa je dosegel svojo prvo prvenstveno zmago kariere na dirki za Veliko nagrado Italije. S še osmimi uvrstitvami na stopničke je BRM ponovno osvojil drugo mesto v konstruktorskem prvenstvu, Hill in Stewart pa sta osvojila drugo in tretje mesto v dirkaškem prvenstvu. 

### 1966
BRM je v dva dirkalnika BRM P261 vgradil 1.9 L motorje in jih poslal na dirke Formule Tasman sezone 1966, kjer so Hill, Stewart in nadomestni dirkač Richard Attwood dominirali v prvenstvu, kljub temu da je imela večina ostalih dirkalnikov pol litra večjo delovno prostornino motorjev. Na prvi dirki za Veliko nagrado Nove Zelandije sta Hill in Stewart dosegla dvojno zmago, za preostanek novozelandskih dirk pa je Hilla zamenjal Attwood, ki se je izkazal z zmago in drugim mestom na treh dirkah. Hill se je vrnil na avstralske dirke in dosegel drugo zmago, kar mu je prineslo drugo mesto v prvenstvu, kajti naslov prvaka je osvojil Stewart s štirimi zmagami na osmih dirkah. 
Za začetek prvenstva Formule 1 v sezoni 1966 so le Brabham, Ferrari in Cooper nastopali z najvišjo dovoljeno delovno prostornino motorjev 3,0 L, ostali tudi BRM pa so začeli z nekoliko povečano prostornino svojih starih motorjev. BRM je imel sicer v razvoji ambiciozen motor H16, toda za prvi dve dirki so morali uporabiti še zdaj dve leti starega P261. Kljub primanjkljaju moči motorja je Jackie Stewart zmagal na dirki za Veliko nagrado Monaka, toda nato sta Jack Brabham in dirkalnik Brabham BT19 pometla s konkurenco. Za zadnje tri dirke sezone je imel BRM že pripravljen nov motor H16 P83, toda Innes Ireland in Bob Bondurant v privatnih moštvih nista dosegla točk. 

### 1967-1969
Namesto pošiljanja tovarniškega moštva na dirke Formule Tasman v sezoni 1967, so raje podprli privatno moštvo Reg Parnell Racing. Nastopa sta lanskoletni prvak Stewart in Richard Attwood. Z 2.1 L motorjem je Stewart ponovno začel sezono z zmago na dirki za Veliko nagrado Nove Zelandije. Kljub štirim zaporednim uvrstitvam na stopničke, pa sta Attwooda za avstralske dirke zamenjala Piers Courage in Chris Irwin. Irwin je dosegel eno tretje mesto, Stewart pa je končal na druge mestu v dirkaškem prvenstvu, daleč za prvakom Jimom Clarkom. 
V sezoni 1967 Formule 1 sta Chris Irwin in Piers Courage nastopala kot privatnika moštva Reg Parnell Racing, toda edino uvrstitev med dobitnike točk z dirkalnikom BRM P261 je dosegel Stewart s tretjim mestom na dirki za Veliko nagrado Francije. 
Pedro Rodríguez je nastopil z dirkalnikom P261 v prvenstvu Formule Tasman v sezoni 1968, dosegel pa je le eno drugo mesto. Toda zaradi poceni in zmogljivega 3.0 L motorja Cosworth DFV, je bil BRM-ov motor P261 že zastarel in nekonkurenčen. Z novim V12 motorjem so nastopili na nekaj neprvenstvenih dirkah v sezoni 1968 Formule 1. Zadnji večji uspeh je BRM P261 dosegel na dirki za Veliki nagradi Madrida s tretjim mestom. Poskus Franka Gardnerja, da bi se z dirkalnikom BRM P261 kvalificiral na prvenstveno dirki za Veliko nagrado Italije pa se ni posrečil. 

## Popolni rezultati Formule 1
(legenda) (Odebeljene dirke pomenijo najboljši štartni položaj)
| Leto | Moštvo                   | Motor   | Gume | Dirkači        | 1   | 2   | 3   | 4   | 5   | 6   | 7   | 8   | 9   | 10  | 11  | 12  | Toč | Prv |
| ---- | ------------------------ | ------- | ---- | -------------- | --- | --- | --- | --- | --- | --- | --- | --- | --- | --- | --- | --- | --- | --- |
| 1964 | Owen Racing Organisation | BRM V8  | D    |                | MON | NIZ | BEL | FRA | VB  | NEM | AVT | ITA | ZDA | MEH |     |     | 42  | 2.  |
| 1964 | Owen Racing Organisation | BRM V8  | D    | Graham Hill    | 1   | 4   | 5   | 2   | 2   | 2   | Ret | Ret | 1   | 11  |     |     | 42  | 2.  |
| 1964 | Owen Racing Organisation | BRM V8  | D    | Richie Ginther | 2   | 11  | 4   | 5   | 8   | 7   | 2   | 4   | 4   | 8   |     |     | 42  | 2.  |
| 1965 | Owen Racing Organisation | BRM V8  | D    |                | JAR | MON | BEL | FRA | VB  | NIZ | NEM | ITA | ZDA | MEH |     |     | 45  | 2.  |
| 1965 | Owen Racing Organisation | BRM V8  | D    | Graham Hill    | 3   | 1   | 5   | 5   | 2   | 4   | 2   | 2   | 1   | Ret |     |     | 45  | 2.  |
| 1965 | Owen Racing Organisation | BRM V8  | D    | Jackie Stewart | 6   | 3   | 2   | 2   | 5   | 2   | Ret | 1   | Ret | Ret |     |     | 45  | 2.  |
| 1966 | Owen Racing Organisation | BRM V8  | D    |                | MON | BEL | FRA | VB  | NIZ | NEM | ITA | ZDA | MEH |     |     |     | 22  | 4.  |
| 1966 | Owen Racing Organisation | BRM V8  | D    | Graham Hill    | 3   | Ret | Ret | 3   | 2   | 4   |     |     |     |     |     |     | 22  | 4.  |
| 1966 | Owen Racing Organisation | BRM V8  | D    | Jackie Stewart | 1   | Ret |     | Ret | 4   | 5   |     |     |     |     |     |     | 22  | 4.  |
| 1966 | Team Chamaco Collect     | BRM V8  | D    | Bob Bondurant  | 4   | Ret |     | 9   |     | Ret | 7   |     |     |     |     |     | 22  | 4.  |
| 1966 | Bernard White Racing     | BRM V8  | ?    | Innes Ireland  |     |     |     |     |     |     |     | Ret | Ret |     |     |     | 22  | 4.  |
| 1967 | Owen Racing Organisation | BRM V8  | G    |                | JAR | MON | NIZ | BEL | FRA | VB  | NEM | KAN | ITA | ZDA | MEH |     | 17  | 6.  |
| 1967 | Owen Racing Organisation | BRM V8  | G    | Jackie Stewart |     | Ret |     |     | 3   |     |     |     |     |     |     |     | 17  | 6.  |
| 1967 | Reg Parnell Racing       | BRM V8  | ?    | Piers Courage  |     | Ret |     |     |     | DNS |     |     |     |     |     |     | 17  | 6.  |
| 1967 | Reg Parnell Racing       | BRM V8  | ?    | Chris Irwin    |     |     |     | Ret |     | 7   |     |     |     |     |     |     | 17  | 6.  |
| 1967 | Bernard White Racing     | BRM V8  | ?    | David Hobbs    |     |     |     |     |     | 8   |     | 9   |     |     |     |     | 17  | 6.  |
| 1968 | Bernard White Racing     | BRM V12 | ?    |                | JAR | ŠPA | MON | BEL | NIZ | FRA | VB  | NEM | ITA | KAN | ZDA | MEH | -   | -   |
| 1968 | Bernard White Racing     | BRM V12 | ?    | Frank Gardner  |     |     |     |     |     |     |     |     | DNQ |     |     |     | -   | -   |